# GOLDEN☆BEST DIAMANTES
『GOLDEN☆BEST DIAMANTES』（ゴールデン☆ベスト ディアマンテス）は、DIAMANTESのベスト・アルバム。2004年6月2日発売。発売元はユニバーサルミュージック。
各レコード会社から発売されているゴールデン☆ベストシリーズの中の1枚としてリリースされた。

## 解説
「沖縄ラティーナ」を標榜して1991年にデビュー。
沖縄のミュージック・シーンに影響を与えたラテン音楽バンド、アルベルト城間率いるDIAMANTESの代表曲を集めた廉価版ベスト・アルバム。

## 収録曲
特記以外　作詞・作曲:アルベルト城間
1. 魂をコンドルにのせて
  - 作詞:宮沢和史・アルベルト城間
  - 住友生命 "どくしん時代" CMソング
  - テレビ朝日系『ステーションEYE』エンディング・テーマ曲
2. 沖縄ミ・アモール
3. ガンバッテヤンド
  - '92オリオンビールCMソング
  - シーガイアCMソング
4. 勝利のうた　ーシングル・バージョンー
  - 作詞:アルベルト城間・ボブ石原
  - ヤマザキナビスコCMソング
5. アスタ・マーニャ （明日への子守唄）
  - 作詞:ボブ石原・アルベルト城間
6. オキナワ・ラティーナ
  - 作詞:ボブ石原・アルベルト城間・パトリシア
  - TOKYO FM『エモーショナル・ビート』テーマソング
  - テレビ朝日系『OH!エルくらぶ』オープニング・テーマ
7. 野茂英雄のテーマ・HIDE〜O
  - 作詞:E.ジョーンズ・W.アッタウェイ・I.バージィ
  - 作曲:W.アッタウェイ・I.バージィ
  - 日本語補作詞:アルベルト城間
  - ガンバレ!野茂英雄オフィシャル・サポーター・ソング
  - ハリー・ベラフォンテのカリプソ「バナナ・ボート（Day-o）」の替え歌としてドジャー・スタジアムで歌われたもの。
8. フィエスタ　ーシングル・バージョンー
  - 訳詞:ボブ石原
  - '94オリオンビールCMソング
  - TOKYO FM『エモーショナル・ビート』テーマソング
9. 片手に三線を
  - 作詞:ボブ石原・アルベルト城間
  - 沖縄「世界のウチナーンチュ大会」テーマ曲
  - コーラス・演奏で宮沢和史、BEGIN、新良幸人、どんと、小嶋さちほ等が参加している。
10. VIVA!! 夏の色
  - テレビ東京系『決戦!クイズの帝王』エンディング・テーマ
11. 瞳はダイヤモンド
12. この青い空を君に
  - フィリピン政府主催第1回マニラ世界音楽祭グランプリ受賞曲
  - '96年沖縄県県民投票CMソング
13. 風の道
  - 作詞: 平田太一
  - コニカカラー「センチュリア」ラジオCMソング
14. コンドルは飛んで行く〜花祭り
  - 作曲:J.ミルチベルグ・D.A.ロブレス
15. 魂をコンドルにのせて　ースパニッシュ・アンプラグド・バージョンー
  - 作詞:宮沢和史・アルベルト城間

## 背景

### 制作意図
本作品は4枚目のベスト・アルバムとなる。DIAMANTESのベスト・アルバムはこれまでに5枚発売されているが、本作も含め、全てマーキュリー・ミュージックエンタテインメント在籍時の音源を使用している。『LO MEJOR DE DIAMANTES 1993-1997』（1997年）以外は、企画・選曲などすべての点においてDIAMANTESが全く関与しておらず本作も同様であるが、他のベスト盤に収録されていないヴァージョンを多数収録する配慮がなされている。

### 選曲
本作はシングル・バージョンから意欲的な選曲がされており、オリジナル・アルバムに未収録テイクは8曲である（別のベスト・アルバムに収録された1曲を含む）。
これまで発表されたベスト・アルバムは全てアルバム・テイクしか収録されなかった。本作は、CDシングルが廃盤となった現時点では、入手困難なテイクを耳にすることが出来る唯一のベスト・アルバム。そしてユニバーサルミュージック（マーキュリー・ミュージックエンタテインメント又は日本フォノグラム）以外のレコードレーベルからリリースされたシングル曲も2曲収録されている。冒頭に最もヒットした「魂をコンドルにのせて」、終曲には同曲のアンプラグド・バージョンを配置するなど、全体的に選曲に対する配慮が強く窺える。

### データ表記
その一方、ジャケットやブックレットは曲名・編曲者等、数多の点で正確性を欠いたリストとなっている。